# Manikavacakar
 (juin 2014).
Manikavacakar est un poète de l'hindouisme du VIIIe ou IXe siècle. Il résidait dans le Tamil Nadu, était un fidèle de Shiva et est connu pour avoir écrit de nombreux hymnes de dévotions en son honneur notamment un dénommé: Tiruvacakam soit: Vers Sacrés. Le bhakti yoga était sa nourriture quotidienne.